# Kableshkovo
Kableshkovo (en búlgaro: Каблешково) es una ciudad de Bulgaria en la provincia de Burgas.

## Geografía
Se encuentra a una altitud de 136 m s. n. m. a 444 km de la capital nacional, Sofía.

## Demografía
Según estimación 2012 contaba con una población de 2 667 habitantes.
|         | 2004  | 2005  | 2006  | 2007  | 2008  | 2009  | 2010  |
| Mujeres | 1 442 | 1 455 | 1 460 | 1 445 | 1 441 | 1 438 | 1 420 |
| Varones | 1 393 | 1 411 | 1 423 | 1 415 | 1 409 | 1 415 | 1 400 |
| Total   | 2 835 | 2 866 | 2 883 | 2 860 | 2 850 | 2 853 | 2820  |